# Maxie Wander
Maxie Wander (Viena, Austria, 3 de enero de 1933 – Kleinmachnow, Alemania, 21 de noviembre de 1977), nacida como Elfriede Brunner, fue una escritora austriaca afincada en la República Democrática de Alemania(RDA). Su fama llegó tras la publicación de Guten Morgen, Du Schone (Buenos días, guapa), y se mantiene como una de las figuras más importantes de la literatura alemana del este.

## Biografía
Wander tuvo una juventud difícil al tener que dejar la escuela a los diecisiete años de edad para ganarse la vida. Trabajó como obrera en una fábrica, como secretaria de una empresa y como escritora de guiones de cine. No parecía tener mayores aspiraciones en la vida hasta que conoció Fred Wander, sobreviviente del Holocausto, que más tarde se convirtió en su marido, Fred Wander, tras el divorcio de este de su primera mujer. Fred y Maxie tuvieron tres hijos y ella comenzó a escribir libros de viajes y otros de periodismo. Fred inspiró a Maxie para que se convirtiera en la autora que siempre quiso ser. Al comienzo de la década de 1970 Maxie lleva a cabo un gran número de entrevistas con mujeres de todas las edades con el fin de escribir un libro con ellas. Pasó mucho tiempo recopilando este material porque quería convertirse en una parte importante de la documentación y la escritura de literatura femenina de Alemania. Luego publicó su primer libro, Guten Morgen, Du Schone (Buenos días, guapa), que contiene 19 de los monólogos de diferentes mujeres que hablan sobre su día a día.
En 1968, su hija Kitty murió al caer en una zanja de obra sin señalizar. Maxie quedaría afectada para siempre, pero se volcó en el trabajo doméstico (un reto hercúleo en una economía de escasez), sus otros dos hijos y la escritura: cartas, diarios, relatos cortos y guiones.
En los monólogos que Wander dejó plasmados en su libro, las mujeres relataban sus opiniones y preocupaciones de la sociedad en la que vivían, tratando temas como el sexismo, la diversidad, el estrés de las mujeres y otros asuntos polémicos que a las mujeres les hacen sentir incómodas y no se atreven a comentar con su marido o sus amistades, por lo que acumulaban estas emociones en su interior. El libro también habla sobre otros temas sensibles como el suicidio y los problemas mentales. De este libro, evidentemente diseñado para un público femenino, se vendieron 60,000 ejemplares en la RDA durante su primer año de publicación, lo que da muestra del efecto que su trabajo tuvo en las mujeres que sufrían los temas de los que trataba en el libro.
Su libro se publicó en 1977, año en que se le diagnosticó un cáncer incurable. Murió ese mismo año, pero pudo disfrutar la gloria inmediata y retroalimentación positiva de su libro. Llegó a escribir cartas a sus seguidores estando enferma en el hospital. El efecto que tuvo en la República Democrática Alemana en un período de tiempo tan corto no se parecía en nada al cambio en su vida tras alcanzar su sueño de convertirse en escritora.